# Sébastien Pennacchio
Sébastien Pennacchio (Tourcoing, 1 februari 1983) is een voormalig Frans profvoetballer die als verdedigende middenvelder speelde. Hij is nu jeugdtrainer.

## Carrière
Pennacchio begon bij Lille OSC. Nadat hij niet doorbrak kwam hij via Excelsior Moeskroen in de lagere Franse reeksen te spelen. Hij keerde terug bij Lille waar hij aanvoerder werd van het tweede team. Begin 2014 werd hij verhuurd aan de Belgische club Royal Mouscron-Péruwelz en die club huurde hem ook voor het seizoen 2014/15. Hierna keerde hij terug bij Lille OSC B waarvan hij aanvoerder werd. In 2017 stopte hij met voetballen en werd hij trainer van de U14 van Lille.